# Aitana Bonmatí
Aitana Bonmatí Conca (San Pedro de Ribas, Barcelona, 18 de enero de 1998) es una futbolista española. Juega en la demarcación de centrocampista ofensiva en el Fútbol Club Barcelona de la Primera División de España. Comenzó su carrera en el fútbol base del F. C. Barcelona, pasando por sus divisiones menores hasta debutar con el primer equipo en 2016. Con las azulgranas ha conseguido en el plano nacional cinco Ligas, cinco Copas de la Reina y cuatro Supercopas. Junto con tres Ligas de Campeones de la UEFA, consiguiendo en la temporada 2020-21 un triplete y un cuadruplete en la 2023-24. En 2023 y 2024 fue galardonada con el Balón de Oro y el Premio The Best FIFA a la mejor jugadora del mundo. En ese último año, fue incluida entre las cien mujeres más influyentes del mundo por la BBC.
Ha sido internacional con las categorías inferiores de la selección española, llegando a ser capitana. Consiguió ser campeona en el Europeo sub-17 y Europeo Sub-19, junto con ser subcampeona del Mundial Sub-20 2018. Desde 2017 es internacional absoluta con la selección de España, resultando campeonas de la Copa Mundial de 2023 y de la Liga de Naciones de la UEFA 2023-24.

## Trayectoria

### Inicios
Aitana Bonmatí Conca nació en Villanueva y Geltrú, en la comarca del Garraf, provincia de Barcelona. Durante sus primeros 16 meses de vida llevó los dos apellidos maternos (Bonmatí Guidonet) porque la legislación española impedía poner primero el de la madre y segundo el del padre. Hasta que en 1999 se cambió la ley y en 2000 sus padres ya le pusieron primero el apellido materno y segundo el paterno.
Empezó a jugar a fútbol en la escuela y más tarde en el C.D Ribes para luego unirse al C. F. Cubelles en donde debió jugar solamente con niños, ya que era la única niña de los equipos en donde jugaba, por lo que no le resultó fácil.
Tras haber buscado diversos clubes femeninos, es fichada a los 13 años por los ojeadores de la cantera del Fútbol Club Barcelona para incorporarse a La Masía azulgrana, donde empezó a entrenar por primera vez con chicas en el equipo Juvenil-Cadete. Para asegurar su fichaje, los ojeadores le colocaron como prueba que dispute el torneo infantil que se celebró en Tàrrega en una pequeña localidad de Lleida, donde Aitana lució por primera vez la camiseta azulgrana. En ese mismo torneo, fue elegida como la mejor jugadora y su ingreso en la cantera azulgrana fue inmediato. En 2013 con el equipo barcelonista, Bonmatí ganó la liga Juvenil de España de su categoría, pero no consiguió la Copa Cataluña tras perder contra el C. E. Sant Gabriel en la tanda de penaltis. Posteriormente ese año, fue considerada como "la revelación del año"  por su rápida progresión.
Bonmatí ascendió en el fútbol base azulgrana, hasta convertirse en jugadora del Barcelona B después de dos años en el club. Durante su tiempo con el filial culé, participó de forma paralela en los entrenamientos del primer equipo en la pretemporada, llegando a disputar algunos partidos amistosos. A lo largo de la temporada 2015-2016, Aitana jugó un papel importante en la conquista del campeonato de Liga de Segunda División en el Grupo III, consiguiendo quedar en el tope de la tabla por primera vez en la historia del club, en cuya campaña la de Garraf consiguió marcar 14 goles. Al final de la temporada fue ascendida al primer equipo del F. C. Barcelona bajo las órdenes del técnico Xavi Llorens.

### F. C. Barcelona

#### Temporada 2015-16
Luego de pasar por todas las categorías del fútbol formativo culé, Aitana realiza su debut con el primer equipo del F. C. Barcelona el 18 de junio de 2016, durante los cuartos de final de la Copa de la Reina en la victoria 1-5 ante la Real Sociedad entrando en el entretiempo por Jenni Hermoso para realizar una asistencia en el gol de Bárbara Latorre. Continuó participando en el torneo como suplente, entrando en los minutos finales del partido ganado por las azulgranas por 3-0 en la semifinal contra el Levante U. D.. Bonmatí participó en la final del torneo contra el Atlético de Madrid, sustituyendo a Gemma Gili en el minuto 53, en un partido que las barcelonistas cayeron derrotadas por 2-3.

#### Temporada 2016-17
Al mes siguiente, al inicio de la nueva temporada 2016-17, formó parte de la plantilla que conquistó la Copa Cataluña, donde jugó y marcó en los dos partidos del torneo. La final contra el R. C. D. Español terminó con una victoria por 6-0 para el Barcelona, donde Bonmatí ganó su primer título absoluto con el club.

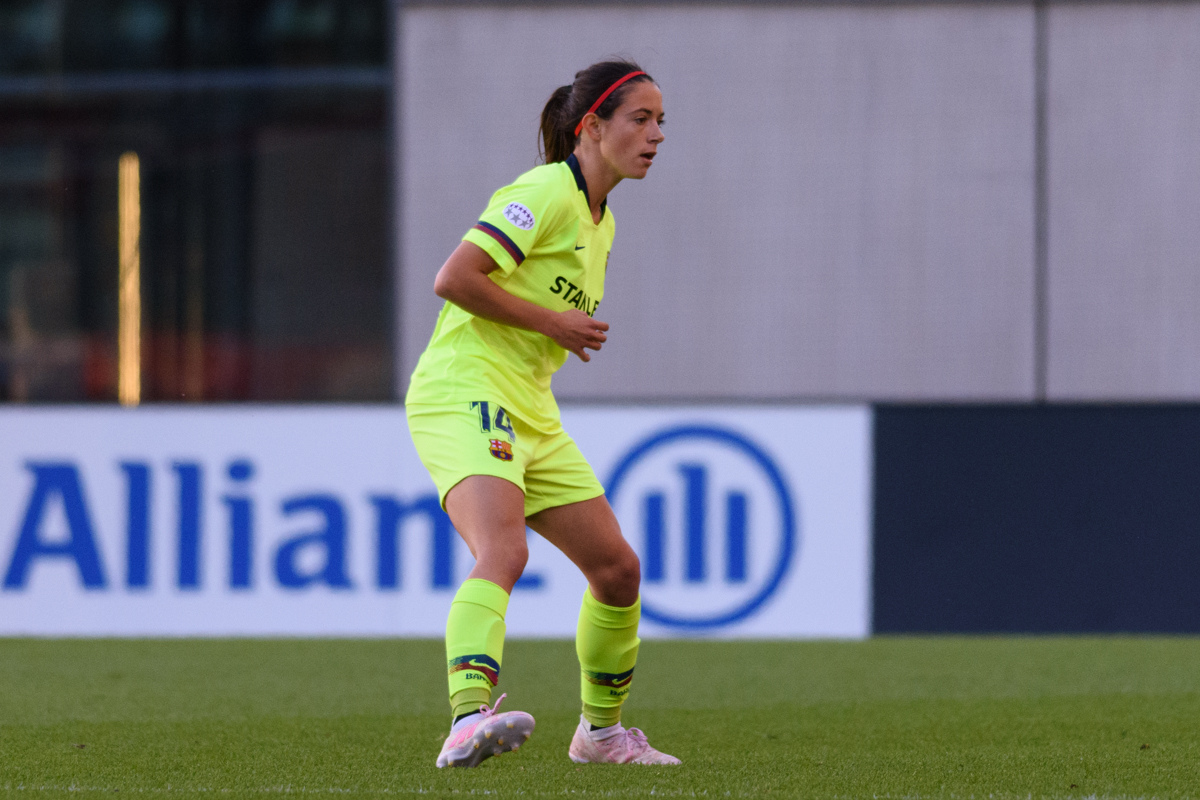
Bonmati en 2019 con el F. C. Barcelona.

El 6 de octubre siguiente, realizó su debut en la Liga de Campeones por los dieciseisavos de final contra el F. K. Minsk, ingresando desde el banquillo durante el último cuarto de juego. Aitana fue ganando minutos de forma esporádica durante su primera temporada con el primer equipo, haciendo trece apariciones de las cuales fueron de 3 titular y alcanzando a anotar 2 goles en el campeonato nacional, siendo un doblete contra el Oiartzun K. E., siendo una de las figuras de la goleada por 13-0. Marcó el cuarto gol del Barcelona en la final de la Copa de la Reina 2017, una victoria por 4-1 sobre el Atlético de Madrid.

#### Temporada 2017-18
En la temporada 2017-2018, Aitana continuó haciendo apariciones con moderación, principalmente ingresando como suplente en la Liga Iberdrola. Su único gol de la temporada fue también su primer gol en la Liga de Campeones en un partido por los octavos de final contra el equipo lituano Gintra Universitetas. Ingresó en reemplazo de Toni Duggan en la final de la Copa de la Reina 2018 durante el segundo tiempo del encuentro, que finalizó con victoria azulgrana por la mínima nuevamente ante el Atlético de Madrid.

#### Temporada 2018-19
La temporada 2018-2019 Bonmatí tomó un papel más protagonista en el equipo blaugrana, entrando en la oncena titular. Tuvo apariciones regulares en la Liga de Campeones de ese año, anotando una vez contra el Glasgow City F. C. en la victoria 5-0 por los octavos de final. El Barcelona llegó a su primera final de la competición europea donde debía enfrentarse al Olympique de Lyon en la definición de Budapest donde Aitana comenzó en el once inicial, y a pesar de perder por 4-1 ante las francesas, tuvo un momento que se volvió viral cuando superó a Shanice van de Sanden por la banda derecha para evitar una contra. ataque. Bonmatí terminó su temporada con doce goles en liga y solo se ausentó en 5 partidos entre todas las competiciones.

#### Temporada 2019-20

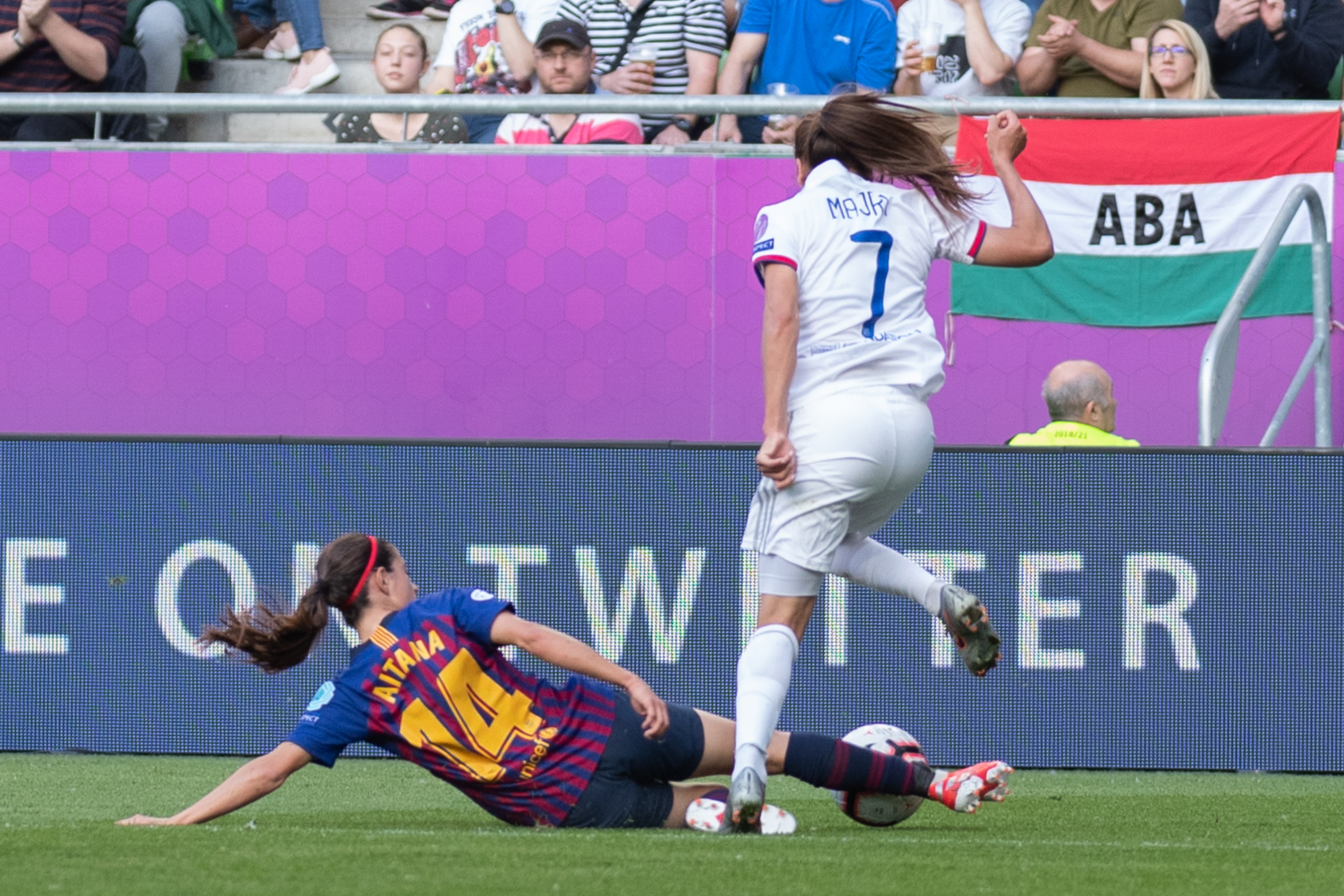
Aitana en la final de la Liga de Campeones 2018-19.

A pesar de haber recibido diversas ofertas de equipos extranjeros, el 22 de mayo de 2019, Bonmatí firma la renovación de su contrato como azulgrana por otras tres temporadas. Por sus actuaciones con Barcelona y España en la temporada anterior, ganó la jugadora catalana del año con el 68% de los votos.
El 2 de enero de 2020, casi tres años y medio desde su debut, hizo su aparición número 100 con la camiseta del F. C. Barcelona, entrando como suplente ante el C. D. TACON. Después de un breve período de lesión, fue sustituida en ambos partidos de la Supercopa Femenina 2020, participando de la final que las azulgranas ganaron 10-1 a la Real Sociedad. Meses después, tras una decisión de la RFEF de suspender la temporada liguera 2019-20 por la pandemia de COVID-19, proclaman al equipo catalán como las campeonas del título de Primera Iberdrola, convirtiéndose en el primer campeonato de liga del Aitana con el club como jugador sénior.

#### Temporada 2020-21
Durante la campaña 2020-21, Bonmatí disputó la fase final de la Copa de la Reina 2019-20. En semifinales golearon por 6-0 al Sevilla F. C. el 8 de octubre, siendo Aitana la autora del último tanto. El 28 de febrero, en la final del torneo contra el EdF Logroño, aplazada un año más tarde de lo normal por preocupaciones del COVID-19 se disputó el 13 de febrero posterior. En el encuentro, marcó el segundo gol del Barcelona con un tiro dentro del área, con lo cual se ganó el MVP de la final por su actuación, siendo el resultado final 3-0 conquistando así la séptima copa para las azulgranas.
Por su parte, en las semifinales del campeonato europeo, Aitana brindó una asistencia a Jenni Hermoso que llevó al equipo catalán al empate 1-1 en el partido de ida ante el Paris Saint-Germain. El F. C. Barcelona ganó el partido de vuelta por 2-1, donde Aitana fue titular y reemplazada en el minuto 79 por Asisat Oshoala. El 16 de mayo de 2021, comenzó en el once inicial su segunda final de Liga de Campeones, esta vez contra el Chelsea F. C.. Anotó con un balón entregado por Alexia Putellas, que le dio al Barcelona una ventaja de 3-0 con solo 21 minutos de encuentro. Finalizaron la definición del torneo alzándose como las campeonas con una contundente victoria por 4-0. Por su parte, la gran actuación de Bonmatí en el partido le valió obtener el reconocimiento de MVP de la final. Su anotación también fue votado como el quinto mejor del torneo, y fue incluida en el Equipo Ideal de la temporada por primera vez. Más adelante en el año, Bonmatí fue nominada adicionalmente al premio de Mejor Mediocampista de la edición del campeonato europeo.
Posteriormente, el cuadro azulgrana conseguiría la hazaña de ganar el triplete luego de conquistar en la misma temporada la Copa de la Reina tras vencer al Levante U. D., la Liga de España con 33 victorias de 34 posibles, y la Liga de Campeones, una marca jamás registrada antes en Europa.

### Estilo de juego
La jugadora del Barcelona es una centrocampista técnica y habilidosa que juega principalmente como interior o mediocentro. Es conocida por su habilidad para controlar el balón y por su visión de juego, lo que le permite crear oportunidades para sus compañeras de equipo. 

## Selección nacional

### Categorías inferiores

#### Sub-17
A los 15 años, Bonmatí fue convocada para ser parte de la selección española que participó del Campeonato Europeo Sub-17 de la UEFA 2013-14. Sus primeros goles fueron con un doblete contra Alemania el 2 de diciembre de 2013 en la victoria por 4-0 en la fase de grupos, ayudando a España a terminar primera en el Grupo B. A partir de ahí, España avanzó más allá de las semifinales después de una victoria por 2-1 contra Inglaterra. Bonmatí llegó a la final donde comenzó el partido como titular, pero finalmente terminó subcampeona en el torneo cuando España fue derrotada por Alemania en los penaltis. Ella registró 398 minutos totales en el torneo.
Meses después, participó en la Copa Mundial Sub-17 de 2014 que se disputó en Costa Rica, donde tuvo mayoritariamente un rol de suplente. En la semifinal, Bonmatí fue ingresó en el medio tiempo contra Italia, donde España avanzó después de derrotarlas por 2-0. En la definición del torneo ante Japón, Aitana ingresó desde el banquillo en el minuto 53, sin embargo, las españolas cayeron por 2-0 ante las niponas.
Al año siguiente, volvió a ser miembro de la escuadra española para participar de la Eurocopa Sub-17 2014-15 a jugar en Islandia. El 25 de junio de 2015, en la segunda jornada de la fase de grupos, registró su primer y único gol del torneo en la victoria por 4-0 contra Alemania. La Roja terminó primero en el Grupo A, donde luego se enfrentó a Francia en la semifinal. Aitana comenzó de titular y jugó el encuentro completo incluyendo la prórroga donde el partido terminó empatando 1-1, debiendo definirse por los penaltis. Bonmati anotó su penalti para terminar la tanda de penaltis 4-3 y avanzar a la instancia final del campeonato. En las final, debieron medirse contra la Selección de Suiza a quienes vencieron de forma contundente por 5-2 en la ciudad de Reikiavik. De esta forma, Bonmatí ganó su primer título internacional y posteriormente fue incluida en el Equipo Ideal del torneo por sus destacadas actuaciones a lo largo de la competencia.

#### Sub-19
Bonmatí fue incluida por la selección española sub-19 que compitió en la Eurocopa de 2017 de Georgia. Como parte de una suspensión, se vio obligada a no participar en los primeros tres partidos de la fase de grupos después de recibir una tarjeta roja directa en un partido de clasificación contra Bélgica. Hizo su primera aparición en las semifinales del torneo como capitana en el encuentro contra la selección holandesa, ante quienes obtendrían una victoria por 3-2. Bonmatí fue titular y capitaneó al equipo para una victoria por 3-2 contra Francia en la final en el Windsor Park, rompiendo la racha de tres derrotas consecutivas de España en las finales sub-19. Con este rendimiento, la roja se clasificó de forma adicional para la Copa Mundial Sub-20 de 2018.

#### Sub-20
A finales de 2016, Aitana compitió junto a España en el Mundial Sub-20 de 2016 en Papúa Nueva Guinea, donde las hispanas partieron en el Grupo B. En el partido inaugural, obtuvieron una contundente victoria por 5-0 sobre Canadá, siendo Bonmatí la figura del partido anotando uno de los cinco tantos. Tras una derrota y una victoria, las españolas quedaron como segundas del grupo por detrás de Japón. En octavos de final, se enfrentaron a Corea del Norte que las deja fuera de la competición al ser derrotadas por 3-2.
Para el Mundial de Francia Sub-20 al año siguiente, Aitana volvió a ser nombrada capitana por sus compañeras. En el Grupo C, las hispanas registraron dos victorias contra Japón y Paraguay, mientras que solo empataron 2-2 ante Estados Unidos que las dejó como primeras en el grupo. Bonmatí fue nombrada la mejor jugadora del encuentro. En los cuartos de final, Aitana anotó contra Nigeria aportando en el emparejamiento ganado por 2-1, con lo cual Aitana volvió a ser la protagonista española del partido. clasificando por primera vez a España a una semifinal mundialista.
En la siguiente fase, la roja se enfrentó contra Francia, partido el cual Bonmatí comenzó desde el inicio, sin embargo, fue expulsada tras una doble tarjeta amarilla por una falta sobre Selma Bacha, la única tarjeta roja en todo el torneo. Hasta su expulsión, había jugado todos los minutos del torneo. España terminó ganando el partido por la cuenta mínima, clasificándose de forma histórica a su primera final. Para la final de Vannes, para el cual Aitana estuvo suspendida, las españolas no lograron vencer a Japón, siendo derrotadas por 3-1 por las niponas.  A pesar de la derrota, certificaron la mejor participación de España en el campeonato, siendo Aitana destacada entre las figuras de la selección.
Aitana de igual forma tiene experiencia con las selecciones nacionales de Cataluña Sub-16 y Sub-18.

### Absoluta
En noviembre de 2017, el entrenador Jorge Vilda incluyó a Bonmatí en su primera convocatoria por la selección absoluta de España para disputar dos partidos de clasificación para la Copa Mundial de Francia. Debutó con la selección hispana adulta ante Austria el 28 de noviembre, ingresando desde el banquillo en el minuto 77 en sustitución de Amanda Sampedro.
La primera experiencia de Aitana en un torneo internacional adulto se produjo en febrero de 2018, cuando fue convocada para participar en la Copa de Chipre de 2018. Hizo apariciones limitadas durante todo el torneo llegando hasta la final con las hispanas. En el partido por el primer lugar contra Italia, en el cual no conseguiría ingresar como suplente, ganó su primer título con España al imponerse por 2-0 a las italianas. Su primer gol en la selección nacional llegó un año y medio después de su debut. El 9 de abril de 2019 durante un partido amistoso contra Inglaterra al marcar el tanto del descuento en el minuto 66 para la derrota por 2-1.
En mayo de 2019, Bonmatí fue incluida dentro de la nómina de la selección española de la escuadra que viajaría a Francia para disputar la Copa Mundial 2019. Participó en dos partidos del Grupo B de la fase de grupos: una victoria contra Sudáfrica en la primera jornada, ingresando en el entretiempo y teniendo un aporte significativo. Junto con una derrota contra Alemania por la mínima, ingresando Aitana en el minuto 77. España terminó segunda de su grupo tras empatar con China y alcanzó las rondas eliminatorias por primera vez en su historia.
En los octavos de final de la cita mundialista, las españolas fueron por derrotados 1-2 por los eventuales ganadores del torneo Estados Unidos, aunque Aitana no disputaría el encuentro. Bonmatí terminó el torneo con 58 minutos disputados.
Más adelante durante el 2019, Bonmatí jugó por las clasificatorias para la Eurocopa 2022, en cuyos partidos anotó tres goles en dos partidos. Marcando un doblete en la jornada inaugural del Grupo D ante Azerbaiyán luego de ingresar en el minuto 33, y otro tanto en la victoria por 5-1 sobre República Checa siendo titular.
En 2023 gana la Copa Mundial Femenina de fútbol de Australia/Nueva Zelanda 2023, obteniendo además el Balón de Oro de dicha edición. Además, con tres goles, junto a Jenni Hermoso fue la máxima goleadora del combinado nacional y fue elegida mejor jugadora del partido de octavos de final frente a Suiza que finalizó con un resultado de cinco goles a favor de la selección española y uno en contra.

## Vida privada
Estudia Ciencias de la Actividad Física y del Deporte en la Fundación Blanquerna y el máster en Gestión Deportiva en el Instituto Johan Cruyff.

## Estadísticas

### Clubes
Actualizado al último partido disputado el 7 de junio de 2025.
| Club                     | Temporada     | Div           | Liga  | Liga  | Liga   | Copa  | Copa  | Copa   | Internacional | Internacional | Internacional | Otros | Otros | Otros  | Total | Total | Total  | Media goleadora |
| Club                     | Temporada     | Div           | Part. | Goles | Asist. | Part. | Goles | Asist. | Part.         | Goles         | Asist.        | Part. | Goles | Asist. | Part. | Goles | Asist. | Media goleadora |
| ------------------------ | ------------- | ------------- | ----- | ----- | ------ | ----- | ----- | ------ | ------------- | ------------- | ------------- | ----- | ----- | ------ | ----- | ----- | ------ | --------------- |
| F. C. Barcelona · España | 2015-16       | 1.ª           | -     | -     | -      | 3     | 0     | 0      | -             | -             | -             | 2     | 0     | ?      | 5     | 0     | 0      | 0.00            |
| F. C. Barcelona · España | 2016-17       | 1.ª           | 12    | 2     | 0      | 1     | 1     | -      | 2             | 0             | 0             | 2     | 2     | ?      | 17    | 5     | 0      | 0.29            |
| F. C. Barcelona · España | 2017-18       | 1.ª           | 15    | 0     | 2      | 3     | 0     | 0      | 2             | 1             | 0             | 2     | 0     | ?      | 22    | 1     | 2      | 0.05            |
| F. C. Barcelona · España | 2018-19       | 1.ª           | 27    | 12    | 7      | 3     | 0     | 1      | 7             | 1             | 1             | 0     | 0     | 0      | 37    | 13    | 9      | 0.35            |
| F. C. Barcelona · España | 2019-20       | 1.ª           | 20    | 5     | 4      | 4     | 2     | 0      | 5             | 2             | 0             | 4     | 1     | 0      | 33    | 10    | 4      | 0.3             |
| F. C. Barcelona · España | 2020-21       | 1.ª           | 31    | 10    | 11     | 2     | 0     | 0      | 9             | 3             | 2             | 1     | 0     | 0      | 43    | 13    | 13     | 0.3             |
| F. C. Barcelona · España | 2021-22       | 1.ª           | 25    | 13    | 6      | 4     | 1     | 0      | 10            | 4             | 0             | 0     | 0     | 0      | 39    | 18    | 6      | 0.46            |
| F. C. Barcelona · España | 2022-23       | 1.ª           | 23    | 10    | 10     | 1     | 2     | 2      | 11            | 5             | 8             | 2     | 2     | 1      | 37    | 19    | 21     | 0.51            |
| F. C. Barcelona · España | 2023-24       | 1.ª           | 24    | 8     | 11     | 4     | 4     | 0      | 11            | 6             | 6             | 2     | 1     | 2      | 41    | 19    | 19     | 0.46            |
| F. C. Barcelona · España | 2024-25       | 1.ª           | 26    | 12    | 6      | 5     | -     | 1      | 11            | 4             | 5             | 2     | -     | -      | 44    | 16    | 12     | 0.36            |
| F. C. Barcelona · España | Total         | Total         | 203   | 72    | 57     | 30    | 10    | 3      | 68            | 26            | 22            | 17    | 6     | 3      | 318   | 114   | 86     | 0.36            |
| Total carrera            | Total carrera | Total carrera | 203   | 72    | 57     | 30    | 10    | 3      | 68            | 26            | 22            | 17    | 6     | 3      | 318   | 114   | 86     | 0.36            |
| 1. 2. 3.                 |               |               |       |       |        |       |       |        |               |               |               |       |       |        |       |       |        |                 |

### Selección nacional
Actualizado al último partido jugado el 8 de abril de 2025.
| Selección       | Año             | Amistosos | Amistosos | Amistosos | Eliminatorias | Eliminatorias | Eliminatorias | Continental | Continental | Continental | Mundial     | Mundial     | Mundial     | Total | Total | Total  | Media goleadora |
| Selección       | Año             | Part.     | Goles     | Asist.    | Part.         | Goles         | Asist.        | Part.       | Goles       | Asist.      | Part.       | Goles       | Asist.      | Part. | Goles | Asist. | Media goleadora |
| --------------- | --------------- | --------- | --------- | --------- | ------------- | ------------- | ------------- | ----------- | ----------- | ----------- | ----------- | ----------- | ----------- | ----- | ----- | ------ | --------------- |
| Sub-17          | 2013            | –         | –         | –         | –             | –             | –             | 5           | 2           | –           | Inexistente | Inexistente | Inexistente | 5     | 2     | 0      | 0.4             |
| Sub-17          | 2014            | –         | –         | –         | –             | –             | –             | Inexistente | Inexistente | Inexistente | 4           | –           | –           | 4     | 0     | 0      | 0               |
| Sub-17          | 2015            | –         | –         | –         | –             | –             | –             | 4           | 1           | –           | Inexistente | Inexistente | Inexistente | 4     | 1     | 0      | 0.25            |
| Sub-17          | 2016            | –         | –         | –         | –             | –             | –             | –           | –           | –           | Inexistente | Inexistente | Inexistente | 0     | 0     | 0      | 0               |
| Total Sub-20    | Total Sub-20    | 0         | 0         | 0         | 0             | 0             | 0             | 9           | 3           | 0           | 4           | 0           | 0           | 13    | 3     | 0      | 0.23            |
| Sub-19          | 2016            | –         | –         | –         | 5             | 4             | –             | 5           | 1           | –           | Inexistente | Inexistente | Inexistente | 10    | 5     | 0      | 0.5             |
| Sub-19          | 2017            | –         | –         | –         | 3             | 1             | –             | 2           | –           | –           | Inexistente | Inexistente | Inexistente | 5     | 1     | 0      | 0.2             |
| Total Sub-19    | Total Sub-19    | 0         | 0         | 0         | 8             | 5             | 0             | 7           | 1           | 0           | 0           | 0           | 0           | 15    | 6     | 0      | 0.4             |
| Sub-20          | 2016            | –         | –         | –         | –             | –             | –             | –           | –           | –           | 4           | 1           | –           | 4     | 1     | 0      | 0.25            |
| Sub-20          | 2018            | –         | –         | –         | –             | –             | –             | –           | –           | –           | 5           | 1           | 1           | 5     | 1     | 1      | 0.2             |
| Total Sub-20    | Total Sub-20    | 0         | 0         | 0         | 0             | 0             | 0             | 0           | 0           | 0           | 9           | 2           | 1           | 9     | 2     | 1      | 0.22            |
| Absoluta        | 2017            | –         | –         | –         | 1             | –             | –             | –           | –           | –           | Inexistente | Inexistente | Inexistente | 1     | 0     | 0      | 0               |
| Absoluta        | 2018            | 3         | –         | –         | 3             | –             | –             | Inexistente | Inexistente | Inexistente | Inexistente | Inexistente | Inexistente | 6     | 0     | 0      | 0               |
| Absoluta        | 2019            | 7         | 1         | –         | 3             | 3             | –             | Inexistente | Inexistente | Inexistente | 2           | –           | –           | 12    | 4     | 0      | 0.33            |
| Absoluta        | 2020            | 2         | –         | –         | 3             | 3             | –             | Inexistente | Inexistente | Inexistente | Inexistente | Inexistente | Inexistente | 5     | 3     | 0      | 0.6             |
| Absoluta        | 2021            | 5         | 3         | 1         | 6             | 4             | 1             | Inexistente | Inexistente | Inexistente | –           | –           | –           | 11    | 7     | 2      | 0.64            |
| Absoluta        | 2022            | 6         | 1         | –         | 1             | –             | –             | 4           | 1           | –           | Inexistente | Inexistente | Inexistente | 11    | 2     | 0      | 0.18            |
| Absoluta        | 2023            | 1         | –         | –         | –             | –             | –             | 6           | 2           | 1           | 7           | 3           | 2           | 14    | 5     | 3      | 0.36            |
| Absoluta        | 2024            | 2         | 2         | 1         | 2             | 2             | –             | 2           | 2           | 1           | 6           | 1           | 1           | 12    | 7     | 3      | 0.58            |
| Absoluta        | 2025            | –         | –         | –         | –             | –             | –             | 4           | 2           | 2           | Inexistente | Inexistente | Inexistente | 4     | 2     | 2      | 0.5             |
| Total Absoluta  | Total Absoluta  | 26        | 7         | 2         | 19            | 12            | 1             | 16          | 7           | 4           | 15          | 4           | 3           | 76    | 30    | 10     | 0.39            |
| Total selección | Total selección | 26        | 7         | 2         | 27            | 17            | 1             | 32          | 11          | 4           | 28          | 6           | 4           | 113   | 41    | 11     | 0.36            |
| 1. 2. 3.        |                 |           |           |           |               |               |               |             |             |             |             |             |             |       |       |        |                 |

## Palmarés

### Títulos nacionales
| Título             | Club            | País   | Año  |
| ------------------ | --------------- | ------ | ---- |
| Copa               | F. C. Barcelona | España | 2017 |
| Copa               | F. C. Barcelona | España | 2018 |
| Supercopa          | F. C. Barcelona | España | 2020 |
| Campeonato de Liga | F. C. Barcelona | España | 2020 |
| Copa               | F. C. Barcelona | España | 2020 |
| Campeonato de Liga | F. C. Barcelona | España | 2021 |
| Copa               | F. C. Barcelona | España | 2021 |
| Supercopa          | F. C. Barcelona | España | 2022 |
| Copa               | F. C. Barcelona | España | 2022 |
| Campeonato de Liga | F. C. Barcelona | España | 2022 |
| Supercopa          | F. C. Barcelona | España | 2023 |
| Campeonato de Liga | F. C. Barcelona | España | 2023 |
| Supercopa          | F. C. Barcelona | España | 2024 |
| Campeonato de Liga | F. C. Barcelona | España | 2024 |
| Copa               | F. C. Barcelona | España | 2024 |
| Supercopa          | F. C. Barcelona | España | 2025 |
| Campeonato de Liga | F. C. Barcelona | España | 2025 |
| Copa               | F. C. Barcelona | España | 2025 |

### Títulos internacionales
| Título            | Equipo          | Sede                      | Año  |
| ----------------- | --------------- | ------------------------- | ---- |
| Europeo Sub-17    | España sub-17   | Islandia                  | 2015 |
| Europeo Sub-19    | España sub-19   | Irlanda del Norte         | 2017 |
| Liga de Campeones | F. C. Barcelona | Gotenburgo                | 2021 |
| Liga de Campeones | F. C. Barcelona | Eindhoven                 | 2023 |
| Copa Mundial      | España          | Australia y Nueva Zelanda | 2023 |
| Liga de Naciones  | España          | España                    | 2024 |
| Liga de Campeones | F. C. Barcelona | Bilbao                    | 2024 |

### Distinciones individuales
| Distinción                                               | Año              |
| -------------------------------------------------------- | ---------------- |
| Mejor Jugadora Catalana del año                          | 2019             |
| Mejor jugadora de la final de la Copa de la Reina        | 2020             |
| Mejor jugadora de la final de la Liga de Campeones       | 2021, 2024       |
| Equipo ideal de la Liga de Campeones                     | 2021, 2023, 2024 |
| Equipo ideal de la Eurocopa                              | 2022             |
| Máxima goleadora de la Supercopa de España               | 2023             |
| Mejor jugadora de la Liga de Campeones                   | 2023, 2024       |
| Máxima asistente de la Liga de Campeones                 | 2023, 2024       |
| Balón de Oro de la Copa Mundial Femenina                 | 2023             |
| Premio UEFA a la Mejor Jugadora en Europa                | 2023             |
| Balón de Oro                                             | 2023, 2024       |
| Premio The Best FIFA                                     | 2023, 2024       |
| Mejor jugadora del mundo por la IFFHS                    | 2023, 2024       |
| Mejor constructora de juego del mundo por la IFFHS       | 2023, 2024       |
| Mejor jugadora de la Liga de Naciones                    | 2024             |
| Mejor jugadora de la final de la Liga de Naciones        | 2024             |
| Máxima goleadora de la fase final de la Liga de Naciones | 2024             |
| Premio Laureus                                           | 2024             |
| Mejor jugadora de la Eurocopa                            | 2025             |